# Електронска лавина
Електронска лавина је процес у коме се у одређеној средини (најчешће гасу) неколико слободних електрона подвргну јаком убрзавању електричног поља, сударима јонизују атоме средине сударима у којој се налазе, чиме формирају нове електроне који настављају исте процесе у узастопним циклусима. 
Када једном започне електронска лавина, обично се интензитет повећава стварањем фотоелектрона као резултат ултраљубичасте радијације која је емитована из ексцитованог атома средине.